# Badefols-sur-Dordogne
Badefols-sur-Dordogne (okzitanisch: Badafòu de Dordonha) ist eine französische Gemeinde mit 205 Einwohnern (Stand 1. Januar 2022) im Département Dordogne in der Region Nouvelle-Aquitaine.

## Lage
Badefols-sur-Dordogne liegt auf dem Südufer der Dordogne in einer Höhe von etwa 40 Metern ü. d. M. im Westen des Départements Dordogne. Der nächstgelegene größere Ort ist das 27 Kilometer (Fahrtstrecke) östlich gelegene Bergerac, der Hauptort des Arrondissements.

## Geschichte
Bereits in gallorömischer Zeit gab es am Fluss einen Hafen. Die Existenz einer Burg ist bereits für das 10. Jahrhundert wahrscheinlich. Die ersten urkundlichen Erwähnungen des Ortes unter den Namen Badafol und Badefol stammen aus dem 13. Jahrhundert. Im 16. Jahrhundert wandte sich ein Großteil der Bevölkerung dem Protestantismus zu. Im 17. Jahrhundert lautete der Ortsname Badeffou; im Jahr 1952 wurde der Ort von Badefols-de-Cadouin in Badefols-sur-Dordogne umbenannt.

### Bevölkerungsentwicklung
| Jahr      | 1962 | 1968 | 1975 | 1982 | 1990 | 1999 | 2006 | 2016 |
| Einwohner | 174  | 173  | 143  | 150  | 188  | 187  | 195  | 213  |

Die Gemeinde hatte im 19. Jahrhundert meist deutlich über 300 Einwohner. Durch die Reblauskrise im Weinbau und die Mechanisierung der Landwirtschaft sanken die Bevölkerungszahlen auf die Tiefststände in den 1970er und 1980er Jahren ab.

## Wirtschaft

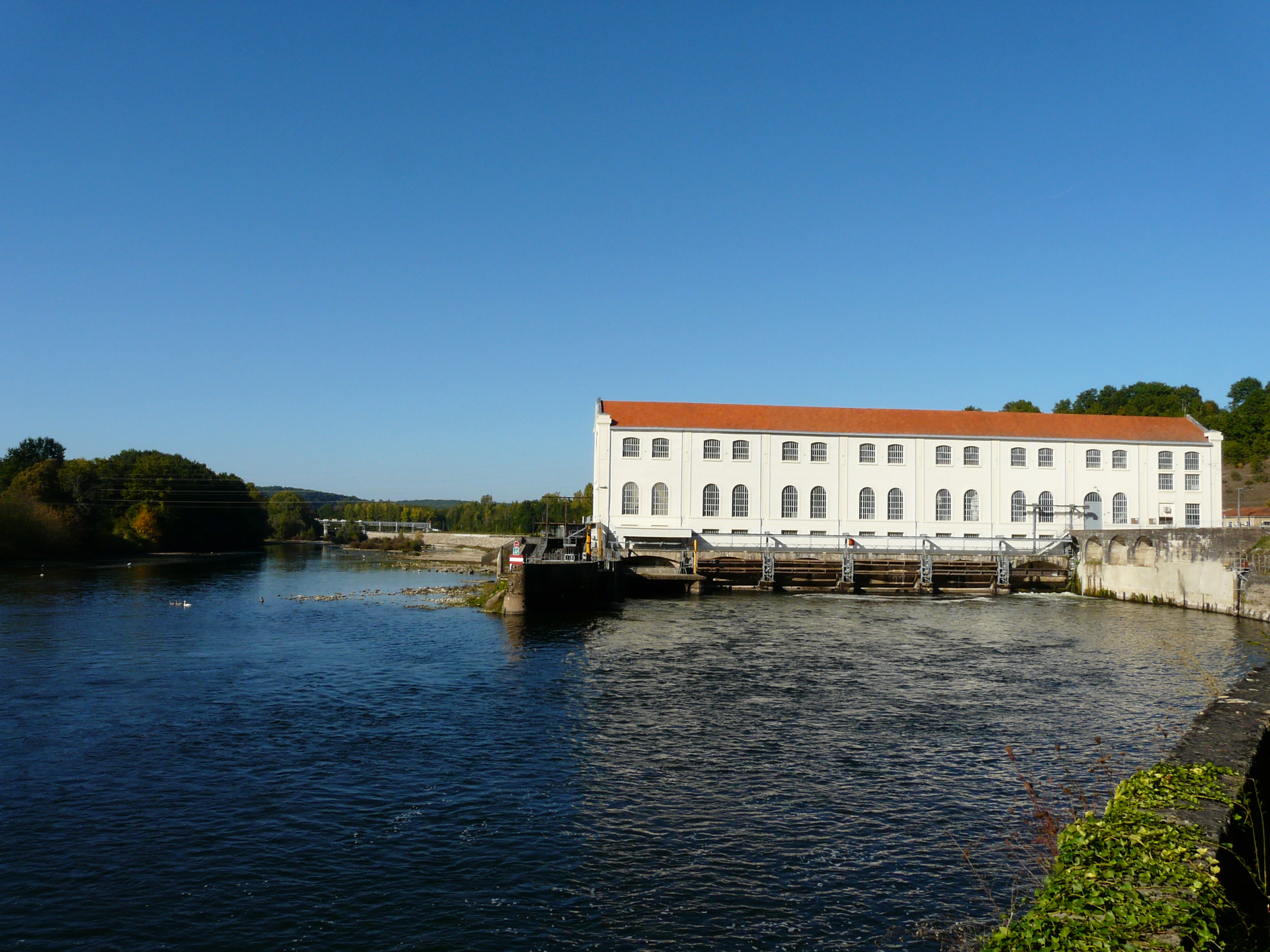
Wasserkraftwerk Mauzac

In früheren Zeiten lebten die Einwohner der Gemeinde als Selbstversorger von der Landwirtschaft, zu der auch der Weinbau und die Zucht von Schafen und Ziegen gehörten. Etwas unterhalb des Ortes befindet sich ein – teilweise über den Fluss Dordogne gebautes – Wasserkraftwerk (Centrale hydroélectrique de Mauzac).

## Sehenswürdigkeiten

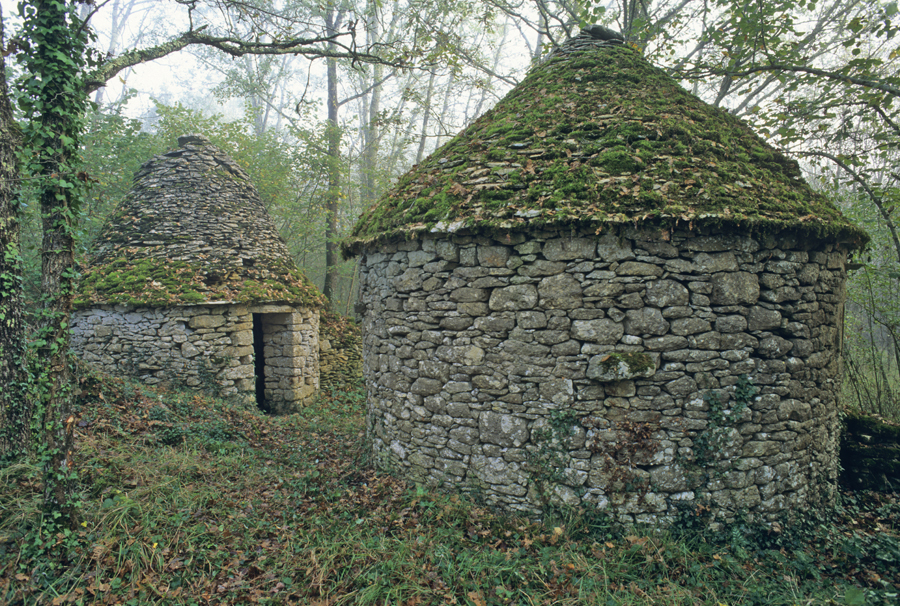
Cabanes de Coudounier

- Die von Wald umgebene Ruine der mittelalterlichen Burg (Château de Badefols) überragt den kleinen Ort.
- Die im 17. Jahrhundert errichtete unscheinbare Pfarrkirche (Église Saint-Vincent) wurde teilweise mit den Steinen des zerstörten protestantischen temple erbaut und ist von einem über dem Chorbogen befindlichen Glockengiebel überhöht.
- In einem Waldstück etwa anderthalb Kilometer südwestlich des Ortes liegen die seit 1991 als Monuments historiques anerkannten Steinhütten der Cabanes de Coudounier[1][2] sowie die Cabane de Villeneuve[3]. Die drei Rundbauten mitsamt ihren kegelförmigen Dächern sind in Trockenmauerwerkstechnik errichtet, stammen aus dem 19. Jahrhundert und dienten als Lagerräume für Arbeitsgeräte sowie als Schutz- und Schlafräume für Menschen, d. h. vor allem für Wald- und Feldarbeiter, die von hier aus zur Zeit der Ernte Tag und Nacht die Felder bewachten. Auch Hirten hielten sich zeitweise hier auf.

## Persönlichkeiten
Seguin de Badefols (1330–1366) war der Anführer einer Schar von Söldnern und Wegelagerern (siehe Grandes Compagnies) in den 1360er Jahren, d. h. in der Anfangsphase des Hundertjährigen Krieges (1337–1453) zwischen Frankreich und England. Im Jahr 1364 führte er seine Truppen (etwa 2000 Mann) an der Seite von König Karl II. von Navarra in Richtung Normandie, wandte sich jedoch bei La Charité-sur-Loire von Karl II. ab und verwüstete stattdessen die Region zwischen Lyon und Mâcon, wo er sich über 60 Burgen bemächtigte. Später drang er bis weit in die Auvergne hinein vor und plünderte u. a. Clermont-Ferrand, Riom, Le Puy. In seinem letzten Lebensjahr zog er sich in die Gascogne, später dann ins Königreich Navarra zurück, wo er beim navarresischen König den – angeblich – noch ausstehenden Sold für seine Dienste und die seiner Mitstreiter eintreiben wollte. Wahrscheinlich wurde er jedoch im Auftrag des als völlig skrupellos geltenden Karl II. vergiftet.